# Stan załogi ORP Ryś 1 września 1939 roku
Stan załogi ORP „Ryś” 1 września 1939 roku – zestawienie członków załogi ORP „Ryś” typu Wilk według staniu na 1 września 1939 roku. Tego dnia załoga okrętu składała się z 5 oficerów, 27 podoficerów oraz 23 marynarzy i starszych marynarzy.
| Oficerowie | Oficerowie                               |
| --- | ---------------------------------------- |
| Dowódca: kmdr ppor. Aleksander Grochowski | Zastępca dowódcy: kpt. mar. Jerzy Rekner |
| por. mar. Jerzy Hedinger • por. mar. Henryk Pachociński • por. mar. Cezary Tomaszewicz |                                          |
| Podoficerowie |                                          |
| bosman Stanisław Buczek • bosmat Henryk Ćwiklak • bosmat Feliks Januszewski • bosmat Jan Jastrzębski • bosmat Leon Juszczak • bosman Aleksander Kneczka bosman Marian Majewski • bosmat Józef Pastuszuk • bosmat Zygfryd Schneider • bosman Ignacy Skiba • bosman Tadeusz Wejman mat Stanisław Czerwiec • mat Kazimierz Cześnik • mat Władysław Jabłonowski • mat Stanisław Książkiewicz • mat Bohdan Kuciej • mat Józef Lelito • mat Mieczysław Lewko • mat Ładysław Maltowski mat Henryk Pawlak • mat Stanisław Pluciński • mat Antoni Pasierbski • mat Maksymilian Simiński • mat Władysław Słoma • mat Rudolf Wanke • mat Kazimierz Zarzecki • mat Jan Zbrojewski |                                          |
| Starsi marynarze i marynarze |                                          |
| st. mar. Stanisław Bernardyniewicz • st. mar. Franciszek Dziewor • st. mar. Franciszek Kardacz • st. mar. Franciszek Kościelski • st. mar. Wacław Kośmider • st. mar. Zdzisław Kraszewski • st. mar. Ignacy Łaski st. mar. Stanisław Łukasiewicz • st. mar. Józef Malta • st. mar. Antoni Słomiński • st. mar. Eugeniusz Szczygieł • st. mar. Jan Szupryczyński • st. mar. Stanisław Terlecki • st. mar. Zygmunt Żukowski mar. Tadeusz Jankowski • mar. Jan Karbanik • mar. Władysław Mazur • mar. Andrzej Multan • mar. Henryk Plichta • mar. Józef Sekowski • mar. Aleksander Walentynowicz • mar. Wiktor Wersocki • mar. Jan Gieryluk                              |                                          |